# 北野町 (神戶市)

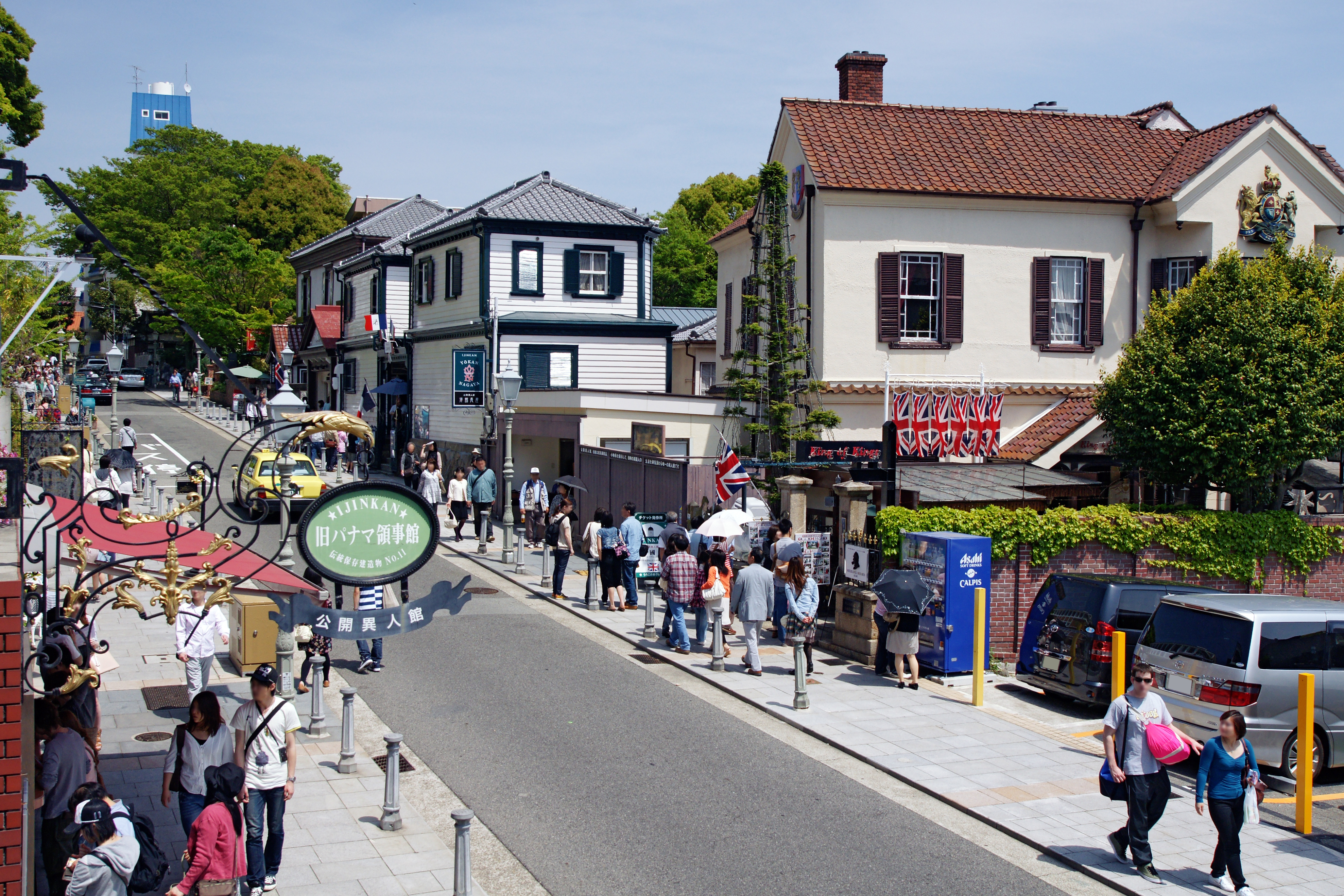
北野通

北野町（日语：きたのちょう）是位於日本兵庫縣神戶市中央區的一個地名，郵政編碼是650-0002。這一地區在2007年時有33棟異人館，是神戶著名的觀光地。

## 異人館
山本通集中了大量修建於明治和大正時期的西式建築物，即日語俗稱的「異人館」，因而又稱為北野異人館街（北野異人館街／きたのいじんかんがい Kitano ijinkan gai）。其以神戶北野町內的異人館建築為中心，範圍東西長約750米、南北長約400米。保存區內有34棟西洋建築物、7棟日式建築物被日本政府指定為傳統建築物，予以特別保護。北野町山本通位於神戶的原外國居留地以北，遠離當時的神戶市中心，因此得以逃脫二戰末期的神戶大空襲，成為神戶少數保有戰前優雅氣氛的地區。

## 外部連結
- （英語） City of Kobe: photo a la Carte - a collection of photos and stories of the Kitano Ijinkan area
- （日語） Ijinkan Net （页面存档备份，存于） - Tourist site with maps and information on the Kitano Ijinkan area